# Aegomorphus mexicanus
Aegomorphus mexicanus es una especie de escarabajo longicornio del género Aegomorphus,  subfamilia Lamiinae. Fue descrita científicamente por Martins, Santos-Silva & Galileo en 2015.
Se distribuye por México. Mide 8,4 milímetros de longitud.